# Vorab
Vorab är ett berg i Schweiz.   Det ligger i regionen Surselva och kantonen Graubünden, i den östra delen av landet, 130 km öster om huvudstaden Bern. Toppen på Vorab är 3 028 meter över havet, eller 620 meter över den omgivande terrängen. Bredden vid basen är 10,4 km.
Terrängen runt Vorab är huvudsakligen bergig. Närmaste större samhälle är Glarus, 19,7 km norr om Vorab. 
Trakten runt Vorab består i huvudsak av gräsmarker. Runt Vorab är det ganska glesbefolkat, med 47 invånare per kvadratkilometer.